# ちゃんよた
ちゃんよた（英：chanyota、1995年6月30日 - ）は、日本の女性プロレスラー、YouTuber、元AV女優、元警察官。HANAYA PROJECT所属。血液型A型。

## 来歴
東京都生まれ。父は鍼灸師。小学校低学年まで東京に住んで、両親の離婚後、新潟県に移住する。母が会社の事務で生計を立てた。中学の頃は成績が良く、特に理系科目が好きで、5年制の高等専門学校に進学する。
コンビニでアルバイトをしているときにストーカー被害に遭い「強くなりたい」と思ったことをきっかけに警察官となる。地域課に配属され交番勤務に就いたが、市民から心ない言葉を浴びせられることに精神的ダメージを受ける。その後、知人の警察官が心を病み自殺。仕事柄、遺体を扱うことも多く、「自分も、もしかしたら明日死ぬかもしれない」と思うようになり、約2年間勤務したのち辞職する。退職後は趣味の筋トレを活かしてパーソナルトレーナーとなった。
その後、筋肉女子として動画配信サイトで「よたマッスル」として活動する（のちにYouTube活動は「ちゃんよた」に活動名変更）。
2020年12月にAV女優としてデビュー。AV女優への志望動機は、別の高等専門学校に在籍していた紗倉まなが在学中にAV女優デビューしたニュースを知り、同じ高専出身者として刺激を受けたことや筋トレを欲している人たちにはAV女優や風俗嬢など裸の仕事が多かったこと、かつ夜の仕事でメンタルが下がりやすい人たちには医学的に筋トレが精神を安定させる効果があることを伝えるのに、顧客に近い立場になって説得力を持たせるため、ほかの動機に鍛えた自分の体を観てもらいたいという欲求、これからの人生をトレーニングに全振りしたいと思ったことを挙げている。AVそのものについては無知であったため、撮影に際してはむっちり女優と知られる本真ゆり、スパイダー騎乗位女優として知られる蓮実クレアの作品を見て勉強、研究を重ねた。
2021年5月30日、浅草橋ヒューリックホールにて行われた東京都パワーリフティング新人戦63kg級に出場し優勝。
2021年6月28日、新宿歌舞伎町のSOD LAND（エスオーディーランド）にて記者会見が行われ、プロレス団体『P.P.P.TOKYO』でのデビューが発表された。プロレス入りのきっかけはジムが同じだった三富兜翔の試合を観戦したこと。そこで見た夏すみれの試合に感動したことを挙げている。同年9月14日、新宿FACEでの真琴with松本都戦でプロレスラーとしてデビュー。当初はバンビをパートナーに迎えタッグマッチの予定であったが、バンビが新型コロナウイルス濃厚接触者に指定された（のちに感染も発覚した）ため急遽ハンディキャップマッチとして行われた。14分4秒で敗北後、号泣。試合後はプロレス活動を継続することを改めてコメントした。
2021年12月22日、新木場大会ではバンビと組み山下りな、真琴組と対戦するが山下のインプラントでフォール負け。
2022年1月15日、コレガスタジオで行われたコレガプロレス、サタデーナイトライジングスターズにて、花園桃花相手に独自のフィニッシュホールド、エロティックハマーにてフォール勝ち。プロレスでのシングルマッチ初勝利。3月22日には雪妃真矢＆世羅りさ組と対戦（パートナーは真琴）し、雪妃のタイガードライバーで敗北。
同年7月12日の会見では同月施行のAV出演被害防止・救済法により、スケジュールキャンセルが多発。日本車一台分の収入が失われたと言及。時間ができたことで肉体改造に重きを置くとした。9月4日『The New Beginning of “P”arty～狂宴～』ではプロデビュー１周年記念試合として、タッグマッチではあるものの憧れのレスラーであった夏すみれと対戦を果たした。15日にはスターダムが主催する若手ブランド『FIBERPLEX presents NEW BLOOD5』参戦が決定。記者会見ではロッシー小川を背負いスクワットするパフォーマンスを見せた。大会では桜井まいに敗北も、互いに再戦を誓いあった。11月3日にはBreakingDown6に参戦し、さぁちむに判定勝ち。ゲスト観戦していた明日花キララから「さぁちむさんがセクシー女優のことを馬鹿にしていたのでスカッとしました」と言及された。
2023年2月7日にSOD×P.P.P・新宿FACE大会で行われた6人タッグイリミネーションマッチにおいて、夏すみれのラ・マヒストラルを丸め込みで返し、ホームリングにおける自力初勝利。同年5月より一定期間休養。8月13日、新木場大会での尾崎妹加戦で復帰。9月21日、新宿FACE大会では水波綾＆尾崎妹加組を相手にプロレスデビュー2周年記念試合を行い（パートナーは夏すみれ）、新技チャンカーナを出すも惜敗。
2024年2月12週FANZA通販フロアランキングにおいて、出演した『MOODYZファン感謝祭 バコバコバスツアー2024 AV男優発掘＆育成スペシャル!! AV男優を目指す素人16名とAV女優16名の1泊2日大乱交ツアー!』が初登場1位となった。
2024年4月10日、心療内科の検査結果を明かし、注意欠陥多動障害、自閉症スペクトラム障害と診断されたことを公表。
2024年8月17日、宮城・仙台電力ホールにて開催された「マッスルゲート仙台大会」ウーマンズウェルネス一般の部で優勝。大会出場のため約12キロ体重を絞った。筋肉をつけてから落としたので、プロレスに必要なパワーを落とさずに動きやすい体となったという。同月24日に神奈川・茅ヶ崎市民会館にて開催された「マッスルゲート神奈川大会」でも2位となった。また、仙台大会での優勝に伴い、同年12月に東京・品川インターシティホールにて開催予定のゴールドジムジャパンカップの出場権利も獲得した。
同年9月1日、自身のYouTubeチャンネルにて同月をもってのAV女優業の引退を発表。プロレス、トレーニングなどの活動は継続する。
2025年4月27日に行われた両国国技館「LUCHA FIESTA ESPECIAL」ではCMLL日本女子王座を持つジュビアに挑戦したが、9分43秒アレハンドリーナからの片エビ固め式ジャベで惜敗した。

## 人物
学生時代に打ち込んだものはバスケットボール。ジムでは総合格闘技の経験もある。筋力トレーニングは才木玲佳に憧れて筋力トレーニングを始め、結果が目に見えてわかる「育てゲー」だと思ったから継続できたという。
2020年現在、身長166cm、体重63kg、体脂肪率25%。2020年からは自らパーソナルトレーナーとしても働き始め、新たな知見を求めてウェイトリフティングのジムに通う。これは筋トレの基本であるベンチプレス、スクワット、デッドリフトのビッグ3を専門的な人に教わりたかったことによる。2020年6月現在は女優業を行いながらプロレスの合同練習を週2、パワーリフティングの練習を週6、さらにブラジリアン柔術の練習も行っている。プロレスデビューしてからは偏見から「あのAV女優をリングにあげるな」の声も浴びたが、バネにもなっていると答えている。
筋肉系AVというとボディビルダー体型を求められることも多いが、体型の理想像は総合格闘家の中井りん。2022年のインタビューではリア・リプリーを挙げている。
自他ともに認める「キツマン」であり、デビュー作のパッケージには「キツマンの女神様」と記述された。また、プロレスに取り組み持久力の必要性を感じ、試合の組み立てや魅せる技術が必要なことから「頭が良くないとプロレスできないな」という感想を得たという。
以前はAV、プロレスと活動内容で求められる体型に合わせるよう努力していたが、2023年時点では自分がなりたい「ちゃんよた」の体になれればよいと考えを改めた。

## 作品

### アダルトDVD
- 筋トレYOU○UBERちゃんよた AV DEBUT（11月26日、SODクリエイト）
- ちゃんよた（25）アクメ×セクササイズ（12月24日、SODクリエイト）

- 「早漏は筋トレすれば治りマッスル!」 台本なしのガチンコSEX4本番※ごっくん有り素人相手に筋肉性技のオンパレード＃ちゃんよた痴女る（1月21日、SODクリエイト）
- ブットぶ程の亀頭責めで絶叫青空スプラッシュ!! 男の潮吹き初挑戦!! マッスルYou●uber ちゃんよた 痴女テク逆ナンパSP 必殺!! 握撃男潮編（2月11日、SODクリエイト）
- 30日間の禁欲開放! 即鬼ピストン!! 激絶頂! 大好物のチ○ポに360度囲まれエンドレス変態マッスル性交解禁! ちゃんよた（3月25日、SODクリエイト）
- 生理的に無理! 本当に大嫌いな教頭に媚薬を盛られた水泳部顧問の新人女教師 ちゃんよた（4月22日、SODクリエイト）
- 激ピストン限定即ハメ筋トレジム ～絶頂イカせで鍛え抜かれた美しいカラダを作る～ ちゃんよた 辻井ほのか 緑川みやび（6月10日、SODクリエイト）
- 現役筋トレ美少女YOU○UBER 初めてのナマ中出し! パワフル体位で本物精子を子宮奥直撃してみたっ!! ちゃんよた（6月24日、SODクリエイト）
- 100cm over お尻の大きな女の子 in 尻尻尻の桃源郷風俗ランド ちゃんよた（8月26日、SODクリエイト）
- 「イってるぅ!!」筋肉女子を激ピストン中出し性交でイかせまくるッ! ちゃんよた（9月23日、SODクリエイト）
- ヤク漬けにされ集団で犯された潜入麻薬捜査官 ちゃんよた（11月25日、SODクリエイト）

- 禁欲M男素人さん限定! 無制限中出しOK!! 貯めてきた精子好きなだけ射精してくださいSP!!! ちゃんよた（1月13日、SODクリエイト）
- 人気女子ジムトレーナーが客の俺を出禁にするなんて許せない! 洗脳エステで俺の思い通りにしてやる! ちゃんよた（3月24日、SODクリエイト）
- 激ピストン限定即ハメ筋トレジム 美女モデル・小倉由菜 ～絶頂イカせで鍛え抜かれた美しいカラダを作る～（4月7日、SODクリエイト）※主演は小倉由菜。ちゃんよたはトレーナーとして出演。
- マッスル美巨乳ナイスボディのパーソナルトレーナーは性欲剥き出しチ○ポ中毒! ちゃんよた（5月17日、Fitch）
- 椿りか & ちゃんよた エロ過ぎボディの2人が密着Wレズ解禁（6月14日、ビビアン）
- リベンジポルノ! ドSで傲慢なマッスル女トレーナーを性奴隷にした記録 ちゃんよた（6月21日、Fitch）
- ドMでSEX大好き筋トレインフルエンサーの喉チ○コをクリトリス並の敏感性感帯に調教して喉ポルチオでイラマオーガズム 配信系筋トレ少女 よたちゃんねる  仮名 依田沙織 25歳（6月28日、えむっ娘ラボ）
- 緊縛解禁人気Y●u T●berの初緊縛・吊り・ハードSM調教 ちゃんよた（7月7日、アイエナジー）
- 合宿トレーニング中に騙して飲ませたプロテイン媚薬で痴女化したマッチョ部長はエビ反り騎乗位で何度も中出しを求めまくる ちゃんよた（7月7日、電脳ラスプーチン）
- 発情性欲マッスルインフルエンサー筋トレ誘惑中出し性交 ちゃんよた（7月8日、人妻花園劇場）
- 鬼イカセ ちゃんよた（7月12日、REAL）
- マイクロビキニ固定バイブ宝探し 4 恥部がポロリっ強力バイブをオマ●コに入れたまま隠されたお宝を探して100万円! ニセ宝箱を開けるとエロ罰ゲーム! 即ハメナマ中出し危機一発!（7月19日、はじめ企画）
- 正義の女怪盗 ナイトエンジェル（7月22日、GIGA）
- 巨乳水着ギャルばかりを狙う海の家ナンパエステ 24（8月2日、変態紳士倶楽部）
- 朝から晩まで中出しセックス 45 ちゃんよた（8月11日、アイエナジー）
- むちむち筋肉尻 神ブルマ ちゃんよた　ロリ美少女やぽっちゃり娘にピチピチブルマ＆体操着を着せ、ハミパン、ムレムレワレメを毛穴まで見えるほどの超ドアップ接写！さらに尻コキ、着衣お漏らし放尿やブルマぶっかけ等ブルマ好きに送る完全着衣フェチAV（8月11日、親父の個撮）
- Dr.ひとりエッチ ちゃんよた（9月22日、WildOne）
- アナルのシワの数までハッキリわかる! ノーモザイク連続絶頂アナル見せオナニー 12（9月22日、アイエナジー）
- 合宿中の女子柔道部の息抜きはボクのチ○ポだけ! ハード練習＆禁欲生活で女子部員たちは超欲求不満だった! 毎年夏になると親戚が経営する合宿所を手伝わされるボク。また汗臭い男の世話か～と憂鬱になっていると、やって来たのは女子柔道部!? 少女とはいえさすがに…と思っていたら、その見た目とは裏腹に少女部員たちは超欲求不満で練習後は運動部特有の底無しの性欲が爆発! まさかの連続中出し!? さらにおかわりエッチまで求められて…（9月27日、Hunter）
- 「私で練習してみれば? 失敗しても怒らないから…」 童貞のボクが普段は超厳しい母親代わりのお姉ちゃんとまさかのSEX練習! 当然連続失敗中出しでお姉ちゃんのマ○コは精子まみれ!!（11月8日、Hunter）
- お隣さんはノーブラ透け乳首女子大生! 隣に引っ越してきた女子大生が挨拶に来たけど超薄着だから乳首が透けて丸見え! 当然ガン見でフル勃起! 案の定バレて怒られるかと思いきや、密かに発情していた女子大生はボクを誘惑して勃起チ○ポに貪りついてきた! そしたらあまりにもフェラが上手すぎてすぐにイッちゃいましたが、お掃除フェラで勢いあまってまた発射! それでも収まらないボクの勃起チ○ポをみた女子大生がさらにエッチを求めてきて何度も中出ししちゃいました!（11月22日、Hunter）
- マッスルボディー ちゃんよた（12月13日、ミル）
- アナルのシワの数までハッキリわかる! ノーモザイク連続絶頂アナル見せオナニー 13（12月22日、アイエナジー）
- スーパーヒロイン危機一髪!! Vol.96 美少女戦士セーラーフリージア Muscle（12月23日、GIGA）

- 濡れてテカってピッタリ密着 神競泳水着 ちゃんよた  ロリ可愛い女子の競泳水着姿をじっとりと堪能! 着替え盗撮から始まり貧乳から巨乳にパイパン、ハミ毛、ジョリワキ等のフェチ接写やローションソーププレイや競泳水着ぶっかけ等を完全着衣で楽しむAV（1月26日、親父の個撮）
- 【G1】巨大ヒロイン（R）ファイヤーレディー 急所集中攻撃!!（1月27日、GIGA）
- 尻地獄 Level 2 ちゃんよた（3月9日、Mr.michiru）
- 妄想アイテム究極進化シリーズ 真・時間が止まる腕時計 パート26 ちゃんよた 皇ゆず 唯奈みつき 藤井レイラ 紺野みいな（3月9日、ROCKET）
- 完全着衣なりきりプレイ スーツアクトレス編（3月24日、GIGA）
- 狙われた戦いの女神 ワンダーレディー ゾルド将軍の逆襲（3月24日、GIGA）
- 素人美少女とリモコンバイブお散歩8ーSGN区編ー「もう我慢できません…//」人混みの中ビクビク震えてイキまくってしまう女子たち! 人生初の羞恥プレイでまさかのエロスイッチオン! 車移動中も大胆カーオナニー! 最後は近くのスタジオで心行くまで生セックス!（4月14日、赤面女子）
- 逆3P専門の痴女デリヘルを呼んだら 昔、俺をイジメていた女達がやってきた… 生意気な日焼けムッチリ巨乳ギャルを金とチ○ポで肉便器調教! 乙アリス ちゃんよた（4月18日、Fitch）
- ヒロイン玩具化計画 マーシャルピンク（5月12日、GIGA）
- タンパク質（ザーメン）欲求の止まらないデカ尻トレーナーに杭打ち騎乗位で何発も搾りとられる連続中出しチントレ ちゃんよた（5月23日、本中）
- ガチムチすけべなお姉さん 爆乳格闘家の筋肉アスリートボディ変態性活（5月23日、かつお物産/妄想族）
- サエない僕を不憫に思った美人な姉に「擦りつけるだけだよ」という約束で素股してもらっていたら互いに気持ち良すぎてマ○コはグッショリ!でヌルっと生挿入! 「え!? 入ってる?」でもどうにも止まらなくて中出し! (IENF-242)（5月25日、アイエナジー）
- 「静かに動いてくださいね?」 あざと可愛い部活の後輩達が休み時間や部活中に僕のところにやってきて溺愛の密着アピ! イチャつくフリしてスカートの中で こっそりチ○ポ生ハメ。周りにバレるわけにもいかず、押し寄せる快楽に決して変な声を出すこともできない状況でイキまくりの中出し射精しちゃいました…!!（5月25日、.WorKs/FALENO TUBE）
- 完全プライベート映像 SNSで話題のムキムキえちえち全力美少女・ちゃんよたと初めての二人きりお泊まり（7月4日、パコパコ団とゆかいな仲間たち/妄想族）
- 最高級美女中出しソープ人気筋トレYOU●UBERの肉弾ソーププレイ! ちゃんよた（7月6日、アイエナジー）
- W美女拘束逝かせ ちゃんよた 本田瞳（7月18日、ミル）
- 羞恥! 彼氏連れ素人娘をマシンバイブでこっそり攻めまくれ! 23 素人VSマシンバイブ 激安居酒屋にマジックミラー特設スタジオを設置彼氏と毎日好（ハオ）ハオセックスしてる夏休み中リア充女子大生編（7月20日、サディスティックヴィレッジ）
- ギラギラ太陽! エロ眩しい水着! 湘南ビーチのWビキニ美女が何度も射精させるほど高額賞金GET! 連続射精チャレンジ! 精子を搾り取るためにすんごいエロテク発動ww ハーレムエチエチ逆3P //キツキツ桃色おま○こ生挿入! 「生ならいっぱいイケるよね」SP（7月28日、赤面女子）
- 射精しても止まらない!! テンション↑↑で男を連続でイカせ続ける ヤリすぎジムGALハーレム -射精ダイエットコース- AIKA 有岡みう ちゃんよた（8月8日、BAZOOKA）
- マッスル美女の中出し痴女 ちゃんよた（8月15日、ミル）
- 【ハメログ】筋肉ギャルのちゃんよたにお酒を飲ませたらヤリマンオーラが全開だったのでそのままハメ撮りしちゃいました!（8月15日、チキチキカマー/妄想族）
- はだかのパーソナルトレーナー ちゃんよた（8月20日、プラネットプラス/裸婦趣向）
- パーソナルジムで素人が理性崩壊! ハードセクササイズ 1（9月1日、DOC）
- セックスアスリート 地上最強の鉄ま○こ女 ちゃんよた（9月19日、ドグマ）
- エロ尻騎乗位がどストライクすぎるむちむちデカ尻パーソナル青姦チントレ特訓 もやし男子の金玉タンクゼロになるまで徹底おしごき道場 ちゃんよた（10月3日、山と空/妄想族）
- 彼女催眠 実写版 ちゃんよた 斎藤あみり 渚みつき（10月10日、Hunter）
- 筋肉奥様はチ○ポがお好き! ちゃんよた（10月12日、センタービレッジ）
- 寝ている姉にエッチなイタズラしたら逆に生ハメを求められて、もう発射しそうなのにカニばさみでロックされて逃げられずそのまま中出し! 4（10月12日、アイエナジー）
- 羞恥洗脳! ハイグレ人間にされちゃった 9（10月12日、ROCKET）
- 「童貞君の包茎ち○ぽの皮を剥いて洗ってもらえませんか!?」 親友二人で童貞君と密着混浴! 仲良く一緒にち○ぽを泡洗い! カチカチにズル剥けた童貞ち○ぽに赤面発情! そのまま優しくハーレム筆おろしSEX! 3（10月13日、赤面女子）
- 介護の授業中にむっちりボディで誘惑するデカ尻ギャルJ○に杭打ち騎乗位で種搾りプレスされ精子残らず吸い取られた僕（10月17日、FunCity/妄想族）
- ちん舐め個撮 ハーレムおしゃぶり円光 2 チ〇コに吸いつくWくちマ〇コ どぴゅどぴゅ精子ヌキヌキSP（10月24日、S級素人）
- イチャイチャ二人きり生ラブホお泊まり会 ちゃんよた（11月23日、月刊彼女）
- 監禁! 拷問! 調教! 絶叫! 絶頂! 強制絶頂絶叫拷問調教 ヤバ過ぎる絶頂エリート潜入捜査官 屈強BODY白目ひん剥きパニック逝き地獄 ちゃんよた（11月28日、AVS collector’s）
- 素人男女モニタリング実験でゲッツ! うぶかわ人妻 × 童貞デカチン「お風呂で童貞チ○ポ洗ってくれませんか?」 過剰に反応する童貞くんの勃起にムラムラが止まらない奥様が密室風呂で極上筆おろしナマ中出しSEX!!（12月1日、ゲッツ!!）
- 肉欲MAXの下品デカ尻で男を快楽に堕として種搾りプレスで精子を搾り取る ～会員制ピストンClub～（12月12日、BAZOOKA）
- アナルのシワの数までハッキリわかる! ノーモザイク連続絶頂アナル見せオナニー 21（12月21日、アイエナジー）
- 「おばさんだけど私にもう一度おち○ちんの味…思い出させて欲しいの!」 チ○ポの味を忘れるくらい、全くエッチしてないセックスレスで欲求不満淑女!（12月26日、Hunter）
- 素人ヘアヌード大図鑑～巨乳美女Fカップ以上限定編（12月26日、S級素人）

- 素人ヘアヌード大図鑑～無毛ツルマン女子編（1月30日、S級素人）
- 絶倫筋肉インストラクター幼馴染のマッスル肉体美にたまらずシコ勃起したら Tバックデカ尻見せつけ手コキフェラで何度も追い込み搾精トレーニングされた。 ちゃんよた（2月6日、LUNATICS）
- 息子の彼女が男勝りの体をした筋トレ女子なのに意外と雑魚マンコのいいなり女なので私もついでにヤラせてもらってます ちゃんよた（2月8日、ヒビノ）
- ザーメンプロテイン 美女マッスル×屈強マッスル 連続フェラ抜き8発 追撃SEX10発 終わらない大量ぶっかけ追い込み猥褻トレーニング! ちゃんよた（2月14日、AVS collector’s）
- デカ尻騎乗位と密着中出しで搾りとる性欲ムンムン筋肉美女の限界ヌルテカマッスルソープ ちゃんよた（3月19日、MOODYZ）[41]
- MOODYZファン感謝祭 バコバコバスツアー2024 AV男優発掘 & 育成スペシャル!! AV男優を目指す素人16名とAV女優16名の1泊2日大乱交ツアー!（4月2日、MOODYZ）※配信版は3月15日、BD版は4月16日発売。
- MOODYZファン感謝祭 うらバコバコバスツアー2024 補欠者救済? 魁! 男優塾である!（4月16日、MOODYZ）
- 涎と筋肉とボールギャグ ちゃんよた（4月25日、RADIX）
- パチンコのためにレジ金に手を出した女 ちゃんよた（5月28日、マザー）
- ちゃんよたの凄テクを我慢できれば生★中出しSEX!（6月4日、ワンズファクトリー）
- 【配信限定1670分】筋トレYou●uberちゃんよたAV引退。撮り下ろし＋SODリリースのちゃんよた単体作11タイトル完全収録のメモリアル版（9月3日、SODクリエイト）
- 筋トレYou●uber ちゃんよたAV引退。最後の裸、最後のセックス。（9月26日、SODクリエイト）

### アダルトVR
- 深夜フィットネスジムで、汗まみれの筋トレ女子大生をラブホに誘って…（12月21日、SODクリエイト）

- マッチョでドS絶倫の彼女と同棲 毎朝一緒に筋トレさせられ、プロテイン代わりに僕のナマ精子を飲む彼女 夜はがっちりホールドされて強制種絞り… いろんな意味で強すぎな彼女といちゃらぶ?性活 ちゃんよた。（4月1日、SODクリエイト）

- オフパコレイヤー ちゃんよた Fカップ90cm（3月2日、SODクリエイト）
- 潮浴びVR 体液大好き! 唾飲ませ！顔面潮吹き! ド迫力ダイレクト潮浴びスペシャル!!（3月16日、SODクリエイト）
- 院内ゲリラ露出ドM愛人ナースを病院内でセックス調教 依田さん (23)（6月25日、SODクリエイト）
- KMP創立20周年記念 × KMPVR6周年記念 ここは夢か!? 楽園か!!? この令和の時代まで摘発を逃れてきた夜のエンターテインメント!! お酒もダンスも楽しめて… 金額次第では店内本番まで!? キレッキレの腰遣いで夜の紳士を魅了する新感覚ダンシングPub 八乃つばさ 乙アリス ちゃんよた 目黒ひな実 星名咲良 宝川莉子 玉木くるみ 広瀬りおな 蘭々（11月23日、KMPVR-bibi-）
- ※フェラ嫌い人は見ないでください※ HなフェラVR図鑑（12月3日、SPICY VR）

- シンプルにヌケるが一番! 誘惑のボディーパーツを見抜けるVR。【淫乱痴女編】（4月1日、MILU VR）
- 黒パンスト顔騎VR（8月31日、SPICY VR）

- HQ 劇的超高画質 常時発情中なデカ尻 × デカ乳首彼女と逆バニー同棲生活! 朝から晩までヌキまくり中出しライフ! ちゃんよた（1月12日、ブイワンVR）
- 同棲彼氏が帰ってくる【63分前…】 自宅マンションの駐車場でジム帰りの筋トレ女子と痙攣絶頂連発の汗だく浮気SEX! パイズリやチンぐりフェラで献身ご奉仕してもらい【潮吹き＆絶頂イキ連発】の愛液ダダ漏れ早漏ま〇こに【挟射・中出し5発・顔射】密室汗だく灼熱カーセックス ちゃんよた（4月4日、こあらVR）

### アダルト配信
- YOTA（5月12日、Imagine）
- 弥衣 (21)（12月7日、Imagine）

- ちー（2月10日、Imagine）
- 【初撮り】【色白美肌】【クビレボディー】真面目そうな話ぶりからは想像もできなかった潮吹きの連続! カメラ目線で見せる艶めかしい表情がたまらない! ネットでAV応募→AV体験撮影 1814 みさき 29歳 パーソナルトレーナー（4月26日、シロウトTV）
- 【本格系筋肉女子】【パワフルMAX】マッスルトレーナーがご自慢のマッスルボディを見せびらかしにやってきた! 夜のベットで筋肉と筋肉のぶつかり合いを開始!! 【強くてエロい】【筋肉ボディ】「SEXイコール格闘」って感じのパワースタイル! 得意な騎乗位で攻めまくる!! 激白・壮絶すぎる両者汗だくのスリリングな肉体SEXを見逃すな! ゆか 25歳 マッスルトレーナー（5月10日、ARA）
- ラグジュTV 1567 与田美咲 29歳 パーソナルトレーナー　『30歳になる前に…』健康的でスポーティなボディのパーソナルトレーナーが三十路手前で憧れのAV業界に足を踏み入れる! 男のピストンに色白ムチムチボディを揺らしながら絶頂を繰り返す!!!（5月30日、ラグジュTV）
- デカ乳首がヒワイすぎる人妻 言葉と裏腹なドスケベSEX（6月15日、E★人妻DX）
- 百戦錬磨のナンパ師のヤリ部屋で、連れ込みSEX隠し撮り 249 みな 26歳 ジム通い女子　ジム通いで鍛えた筋肉と女性らしい柔肌が混在するすんごいカラダ! 抱かれてる時のしおらしい喘ぎ声も普段とのギャップがあってたまらなかったのでその様子を隠しカメラで盗撮しちゃいました!（6月7日、ナンパTV）
- よっちゃん (hoi228)（7月22日、素人ホイホイZ）
- ちゃんさん (marh003)（9月7日、素人ホイホイsweet!）
- 【経験人数1000人オーバー!! ビッチ美女登場!!】【健全なカラダに淫乱魂の健康美尻ヤリマン本領発揮】【ADつまみ食い生ちんパクリ連続搾精スペシャル!!】ヤリマンストロングスタイルの世界を夢見るインフルエンサー美女が登場!! SNS用の撮影のはずが…ADに濃厚ちょっかい!! ボッキADチ○コにガチ欲情!! 筋金入りのド淫乱で草超え森!! そのまま騎乗位でガン攻め挿入開始は山!! 性欲チョモランマ級のガチ淫乱美女が美尻打ち付け連続搾精!! / ヤリマンGP / 011 ち～よた / 23歳 / ガチビッチインフルエンサー!! ファンサイトでチン棒求める1000人斬り健康美ヤリマン!!AD逆ナン2NN（9月23日、プレステージプレミアム）
- 【美尻オブザイヤー確実の健康優良ヤリマン美女】【Tバックの破壊力半端ない!! 食い込み美尻!!】【性欲レベル：鬼!!】食い込み美尻は最高です!! 完全無欠のパーフェクト美尻のカマトトOLのP活!! 趣味がトレーニングのだけあってマン圧ゴイスーの超名器!! しかもしかも欲望に忠実なストイックビッチと化した健康優良ビッチの欲深SEX!! 最初1発じゃあ収まらない!! 連続NN突入SP!!【ハメ撮りしちゃいました：10】健康美体のF乳OLが秘密の副業…それはNNパパ活!! 不健全なドエロ美尻に激ピス!! / ようさん / 23歳（10月1日、プレステージプレミアム）
- YOTA (sef0002)（11月4日、素人ホイホイFriends）
- ちゃんさま (marh007)（12月7日、素人ホイホイsweet!）
- よっこ (instc376)（12月25日、いんすた）

- Yさん (gerk486)（2月13日、ゲリラ）
- よっぴー (instc401)（2月21日、いんすた）
- よっぴー & スズ & レミ (instc404)（2月28日、いんすた）
- 魅惑のエロボディ【ピタパン美巨尻 × 美爆乳Fカップ】「ウチらのコミュニティに入れば全て手に入るよ♪」ニコニコでプロテイン & 入会を勧めてくるが…なんとかホテイン! 脱がすとすげえ! スポブラが映えるデカ乳! コリコリのピン勃ち乳首を舐り回すと嫌がりつつもビクンビクンに感じるカラダw 膣圧凄くて手マン爆潮×ハメ潮大噴射ッ! 寝バックで巨尻に打ち付け悶えイキ! 「ダメそれぇえきっキモチいぃいッ!」鍛えられた身体もデカチンには勝てなかったww：case09 ココロちゃん 21歳 プロテインマルチ（3月21日、プレステージプレミアム）
- Let's！セクササイズッ【勃ちの悪い方必見】【甘め美女 × 魅せボディ】【F乳 × 美爆尻】【膣圧ギュンギュン】登録者数11万人超えの筋トレYouT●berをお持ち帰りッ! 鋼鉄ペニスを手に入れる怒涛のチントレSEXスタートッ! 乳圧パイズリ&締まり抜群すぎてチ●コ暴発不可避! 「まだ我慢して! 頑張れるよね??」鍛え抜かれたカラダをビクンビクンに仰け反り絶頂! 朝まで超アクロバティックにイキまくる!!!：朝までハシゴ酒109 in 蒲田駅周辺 よたちゃん 21歳 筋トレYouT●ber（3月24日、プレステージプレミアム）
- 鷲尾さん (spay207)（4月1日、素人ペイペイ）
- まいさん (oreco271)（4月2日、俺の素人-Z-）
- ゆうき（6月19日、恋愛カノジョ）
- まき & みほ（6月19日、イカセ素人）
- ありさ & かよ (oreco376)（7月19日、俺の素人-Z-）
- 【Vlog】筋肉質のM気質なセフレ女子とのハメ撮り映像限定公開（8月12日、れいわしろうと）
- 体育大 / ソフト部 同志004（9月22日、アシグモ）
- らんちぴ & ちゃんよた (oreco473)（10月2日、俺の素人-Z-）
- A169ちゃん & C169ちゃん（11月10日、蜃気楼）
- チカさん (gerk550)（11月22日、ゲリラ）

- パパ活女 (smjp024)（3月17日、素人ムクムク-塩PP-）
- ビンタ一発やる気スイッチちゃん（3月26日、素人ムクムク-弱点-）
- 美尻ちゃん（4月15日、素人ムクムク-職-）
- Tちゃん (oremo176)（5月3日、俺の素人-Z-）
- 筋肉ウーマン（6月12日、女ひとり、一人飲み。）

### イメージDVD / BD
- Chanyota 砂浜のマッスルグラマラス ちゃんよた（2024年5月2日、REbecca）※DVD&BD同時発売。
- ちゃんよた/Attractive muscle（2025年12月25日、アースダイバー）

### 写真集
- ナチュラル・マッスル ちゃんよた写真集（2024年5月31日、竹書房、撮影：富田恭透）ISBN 978-4-8019-3988-2 [42]

### デジタル写真集
2022年
- ちゃんよた ヌード写真集 強くてカワイくてエッチ! Light版 週刊現代デジタル写真集（3月11日、講談社、撮影：関純一）
- ちゃんよた ヌード写真集 強くてカワイくてエッチ! 完全版 週刊現代デジタル写真集（3月11日、講談社、撮影：関純一）

2023年
- ちゃんよた Training（2月2日、小学館、撮影：田中智久）
- ちゃんよた Elegant（2月2日、小学館、撮影：田中智久）
- 絶対的スーパーナチュラルポーズブック ちゃんよた（8月4日、プレステージ出版、撮影：渡辺凌）
- 絶対的透け透けテカテカポーズブック ちゃんよた（12月22日、プレステージ出版、撮影：渡辺凌）

2024年
- 絶対的スーパーマッスルポーズブック ちゃんよた（6月21日、プレステージ出版、撮影：渡辺凌）

## 製品

### アダルトグッズ
オナホール
- 神フェラ ちゃんよた（2022年12月20日、SSI JAPAN）

## 出演

### ラジオ
- 紗倉まなとニューヨークのマジックミラーナイト（2021年4月3日,10日,7月24日,31日,12月4日,11日、文化放送）

### テレビ
- じっくり聞いタロウ〜スター近況（秘）報告〜（2021年10月22日[43]、2023年9月15日[44]、テレビ東京）
- 他人のSEXで生きてる人々3（2022年5月、CSヌーヴェルパラダイス）
- もう!バカリズムさんの超H! #36（2022年8月29日、フジテレビONE）

### ウェブテレビ
- 聖ファレノ女学院（2021年5月28日[45] - 6月18日、FALENO Official Channel/YouTube）
- 給与明細（2021年11月29日[46]、ABEMA）

### 舞台
- GIGAスーパーヒロインライブvol.5（2023年2月4日、from scratch）- バーンピンク 役[47]

### オリジナルビデオ
- HEROINEアクションピンチ 巨大ヒロイン（R）地球の守護女神バーンレディ 前編（2023年4月14日、ZENピクチャーズ）- バーンレディ/炎明日香 役
- HEROINE SEXYピンチ 巨大ヒロイン（R）地球の守護女神バーンレディ 後編（2023年4月28日、ZENピクチャーズ）- バーンレディ/炎明日香 役